# East Hampton (New York)
East Hampton ist eine Stadt im Suffolk County im Staat New York. Sie ist Teil der Hamptons und wurde 1648 gegründet. 

## Geografie
Der Ort befindet sich an der Südküste im Osten von Long Island am Atlantik und hat eine Gesamtfläche von 192,5 km². Zur Stadt gehören neben dem gleichnamigen Dorf auch Montauk, Amagansett, Wainscott, Springs und ein Teil des Dorfes (Village Of) Sag Harbor, dessen anderer Teil zu Southampton gehört.

## Sehenswürdigkeiten

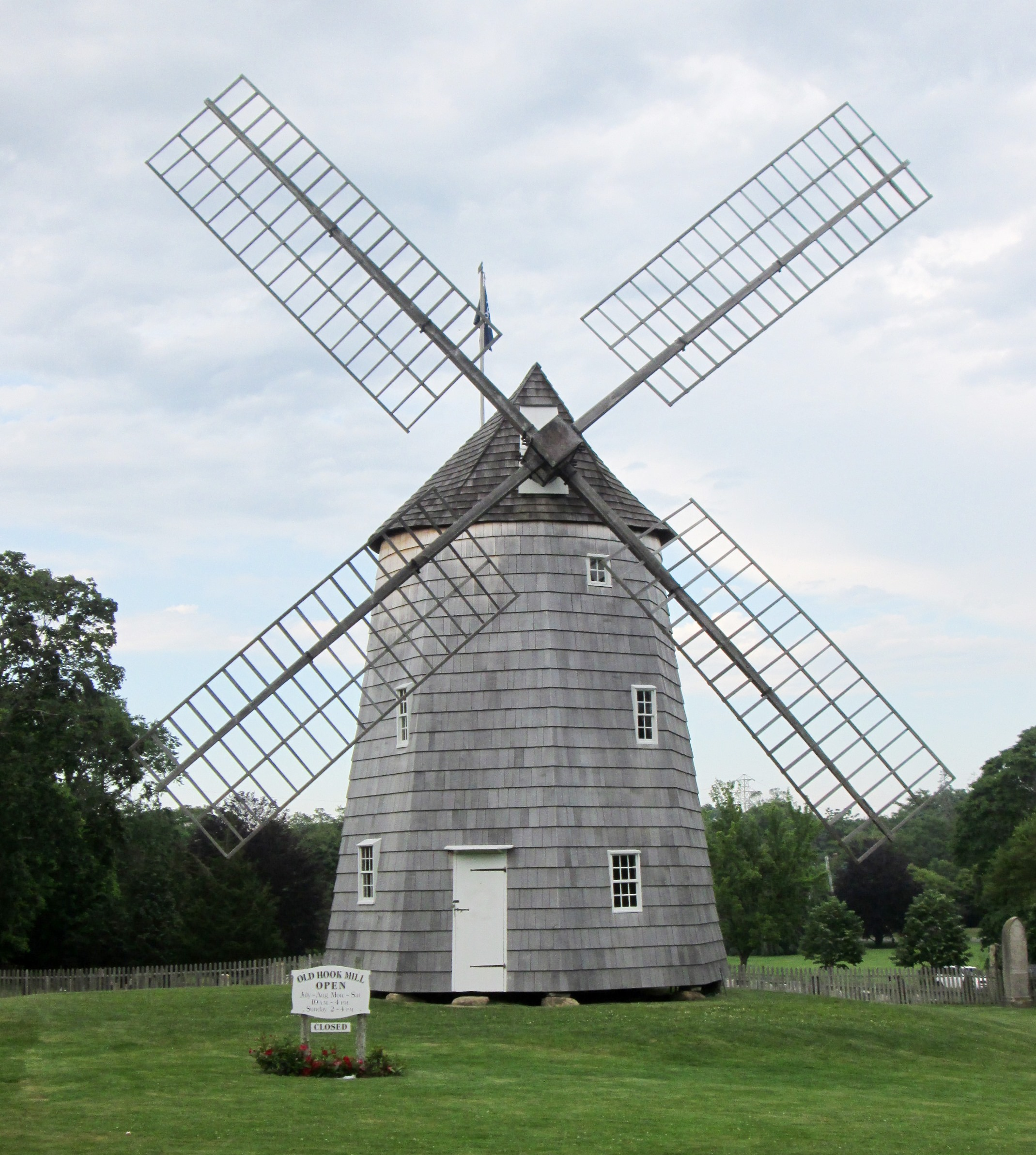
Old Hook Mill in East Hampton

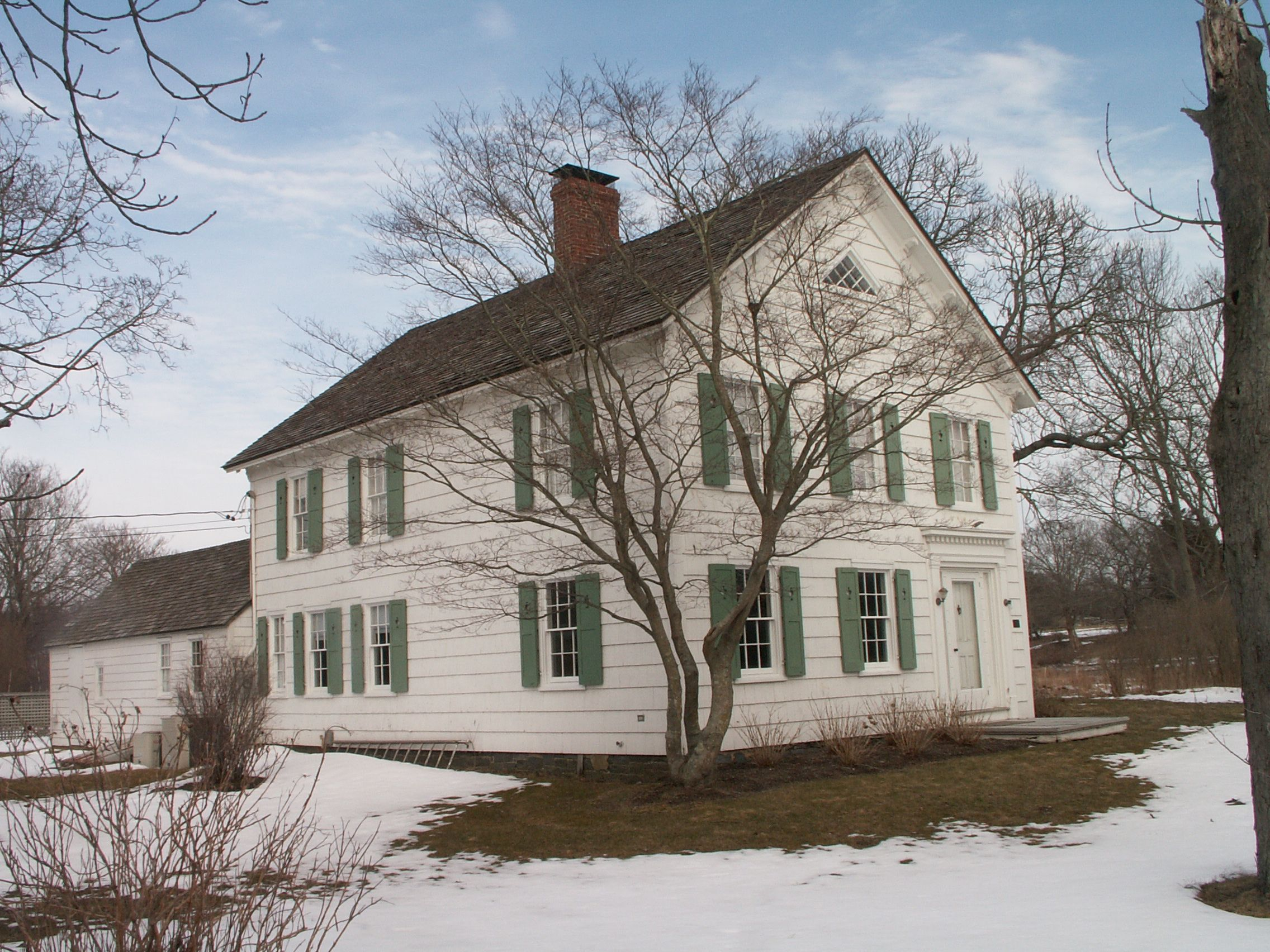
Sherrill Farmhouse in East Hampton

East Hampton besitzt einige kulturelle und bauliche Sehenswürdigkeiten:
- das Montauk Indian Museum
- die Old Hook Mill (von 1806, restauriert)
- die Deep Hollow Ranch (die älteste Cattle Ranch in den USA)
- die Guild Hall (mit dem John Drew Theater)
- das Leiber-Museum

## Persönlichkeiten

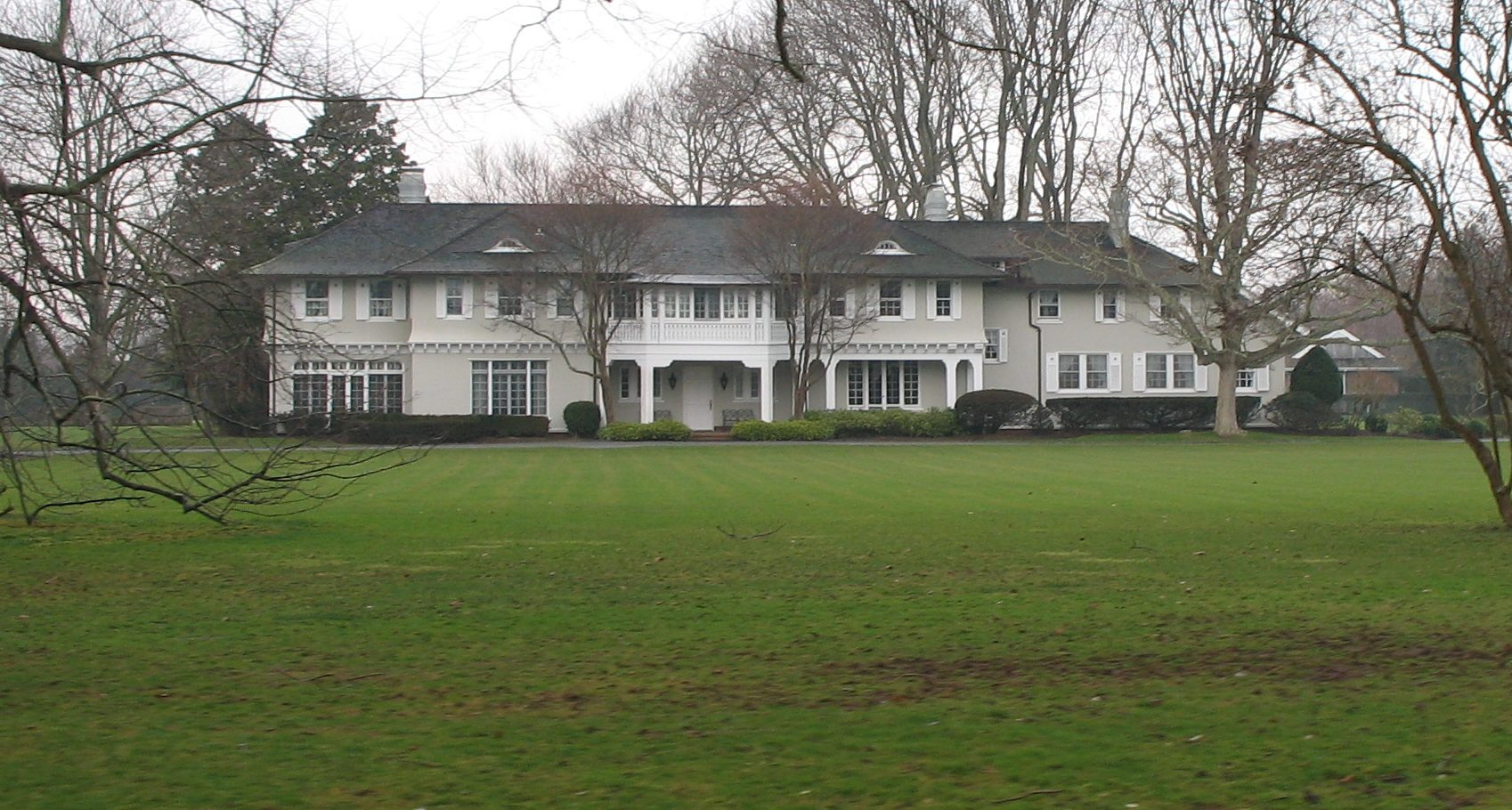
Lasata, Foto von 2007

Die Stadt ist der Geburtsort von Catharine Beecher, einer US-amerikanischen Schulgründerin und Schriftstellerin, die die älteste Tochter des presbyterianischen Pastors Lyman Beecher war, der 1797 bis 1810 zuerst Vikar und dann Pfarrer im Ort war. Der hochrangige US-Diplomat und langjährige hohe Kommissar in Deutschland Samuel Reber, wurde ebenfalls hier geboren. 1944 starb hier in seinem Sommerhaus der deutsche expressionistische Schriftsteller Hans Schiebelhuth. Der Psychologe Stanley Schachter hatte hier sein Sommerhaus, in dem er 1997 starb. 
Jacqueline Kennedy Onassis verbrachte als Kind in East Hampton häufig die Sommermonate – auf dem Anwesen ihres Großvaters John Vernou Bouvier Jr. (1866–1948) und dessen Frau Maude Sergeant Bouvier, das unter dem Namen „Lasata“ bekannt wurde. 
Der Künstler William de Kooning starb 1997 in seinem Atelier in Springs/East Hampton. Der Arzt George Huntington (1850–1916), der den Veitstanz erforschte, stammte ebenfalls aus East Hampton. Diese Krankheit wurde später nach ihm als Chorea Huntington benannt. Ab 1945/46 lebten und arbeiteten die Maler Lee Krasner und Jackson Pollock in Springs, wo Pollock 1956 bei einem Autounfall starb. Zwischen 1949 und seinem Tod im Jahr 1988 lebte der aus Sardinien stammende Künstler Costantino Nivola mit seiner Familie im Weiler Amagansett. Regelmäßiger Gast der Nivolas war unter anderen Le Corbusier, der im Wohnhaus der Nivolas seine einzigen, bis heute erhaltenen Wandbilder in den USA malte. In der unmittelbaren Nachbarschaft hatte auch das Ehepaar Stefi und Frederick Kiesler ein Sommerhaus.
Auch der Musiker und Komponist Paul McCartney lebt zeitweise in East Hampton. Der Vater seiner Ehefrau Linda McCartney besaß ein Haus in den Hamptons, wo Linda und Paul McCartney öfter hinfuhren.
Das Ehepaar Judith und Gerson Leiber richtete 2005 am Old Stone Highway in Spings das Leiber-Museum ein, in dem neben der Handtaschenkollektion Judith Leibers auch Gemälde von Gerson Leiber gezeigt werden. Auf dem Anwesen starben Judith und Gerson Leiber Ende April 2018 im Abstand von nur wenigen Stunden im Alter von 97 Jahren.